# Tremosine
Tremosine est une commune italienne de la province de Brescia, dans la région Lombardie.

## Administration
| Période                                  | Période | Identité     | Étiquette     | Qualité |
| ---------------------------------------- | ------- | ------------ | ------------- | ------- |
| 2009                                     | 2014    | Diego Ardigò | civique liste | -       |
| Les données manquantes sont à compléter. |         |              |               |         |

### Hameaux
Arias, Bazzanega, Cadignano, Campione, Castone, Mezzema, Musio, Pieve, Pregasio, Priezzo, Secastello, Sermerio, Sompriezzo, Ustecchio, Vesio, Villa, Voiandes, Voltino

### Communes limitrophes
Brenzone, Limone sul Garda, Magasa, Malcesine, Ledro (TN), Tignale